# Noubheteptikherd
Noubheteptikherd est une princesse égyptienne de la XIIIe dynastie, fille probable d'Aoutibrê Hor.

## Sépulture

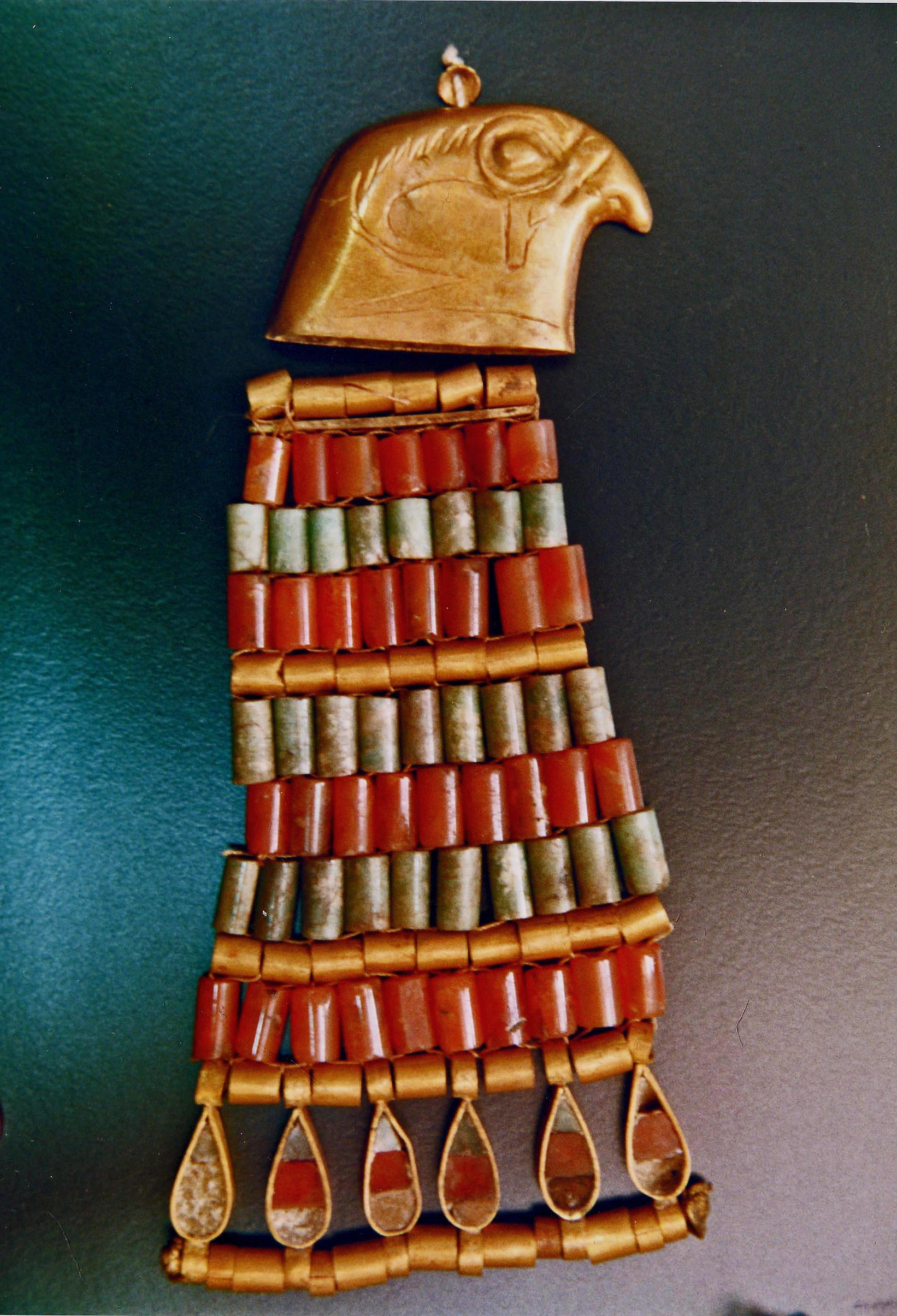
Elément du trésor retrouvé dans le tombeau de la princesse.

Sa tombe se trouve à Dahchour entre les enceintes extérieure et intérieure au nord de la pyramide d'Amenemhat III. Elle l'usurpa à un membre de la famille d'Amenemhat III ; c'est la seconde à l'est, découverte par Jacques de Morgan. Le tombeau n'était pas revêtu d'une robe. 
Outre le sarcophage, la petite chambre funéraire renfermait un coffret à canopes, orné de lames d'or et couvert d'inscriptions. Dans une première crypte on a trouvé huit vases, une longue caisse contenant huit flèches de bois, des sceptres et un miroir. Dans le cercueil, Morgan a trouvé un diadème, un uræus, une tête de vautour, un collier, des bracelets, un poignard, un flabellum et des sceptres.